# Hemimastix kukwesjijk
A Hemimastix kukwesjijk a Hemimastigophora Spironematellidae családjának faja. Az eukarióták közt jobbára ismeretlen helyzetű bazális Hemimastigophora kevés ismert fajának egyike, az első DNS-szekvenálással leírt faja.

## Jellemzők
16,5–20,5 μm hosszú, 7–12,5 μm széles egysejtű. Kissé lapított ellipszoid elöl kissé alul lévő capitulummal. Nincs morfológiailag elkülönülő sejtszája. 2 hosszanti ostorsora van soronként 17–19 ostorral. Elülső végéhez közel extruszómái vannak. Sejtplazmája két lapos, spirálisan egymásba forduló kemény burkolóelem (pellikula) közé van zárva. Köztük ráncok vannak, bennük azonos hosszúságú ostorok sora (e fajnál 17–19 ostor) kis bemélyedésekben, az elülső 9–10 szorosan egymás mellett van, a többi távolsága nagyobb. A csoportban az ostorok viszonylag kemények, egészben mozdulnak el a sejttesttől, a nyílt vízi mozgását kevéssé teszi lehetővé, hanem a talajrészecskéken és más felületeken való mozgást szolgálják. A sejtplazmához ezeket egy rövid kinetida rögzíti. A sejten belül kissé a közepe alatt nagy sejtmag van nagy nukleólusszal. Emögött kontraktilis vakuólum van. Szabadon élő ostorosok.
A Hemimastix kukwesjijk az 1988-ban leírt Hemimastix amphikinetától, a nemzetség egyetlen másik ismert fajától a nagyobb és soronként több ostorral rendelkező sejtben tér el.
Rokon fajaihoz hasonlóan tenyészthető, egy ideig tenyészetben egyszerű osztódással is szaporodik, azonban tartósan nem tenyészthető, ezért nem ismert a teljes életciklus.

## Filogenetika és rokonság
A Hemimastix nemzetség a Spironematellidae Silva 1980 emend. Shishkin 2022 (= Spironemidae Doflein 1916) családhoz tartozik, melynek típusfaja a Spironematella multiciliata (Klebs 1893) P. C. Silva 1970. E család 3 nemzetséget tartalmaz (Spironema, Hemimastix, Stereonema). Kevesebb mint 10 faj ismert innen, melyek nagy részét csak egyszer vagy ritkán találták, de feltehetően ennek az az oka, hogy a talajlakó ostorosokat kevés specialista kutatja.
A Spironemidae a Hemimastigophora egyetlen ismert családja. E csoportot Foissner és Blatterer hozták létre morfológiai ismertetőjegyek alapján a hasonló Hemimastix amphikineta fajhoz 1988-ban. Mivel e fajt bár többször azonosították, de nem volt lehetséges folyamatos tenyésztésre, az akkori technikákkal nem lehetett DNS-szakaszt kinyerni. Jobb csoportosítás a filogenomikai alapú, vagyis homológ DNS-szakaszok összehasonlítását használó rendszerben így nem volt lehetséges. A H. kukwesjijkkel és az ezzel együtt felfedezett, ott leíratlan Spironema-fajjal (Spironema multiciliatum) azonban az új technika révén szekvenálási kísérletek voltak elvégezhetők. Ezeknél az egysejtes transzkriptomika révén egy sejt is kutatható anélkül, hogy tenyészetben történő korábbi osztódásra lenne szükség.
A két nemzetség rokonságát és a Hemimastigophorába tartozását megerősítette a kutatás. E kutatás igen bazális helyzetet adott – a Diaphoretickes testvérkládjaként (és így, utóbbi definíciója értelmében tagjaként) helyezhető el. Ezen eredmény azonban nem bizonyos, lehet, hogy a Sar egy kládjának vagy kisebb csoportoknak testvércsoportja. Egy ismeretlen élőlény szekvenciája, mely csak környezeti DNS alapján jelent meg, további eddig ismeretlen tagok lehetőségét jelenti.
A Hemimastigophora e tanulmány szerint lehetséges izolált helye az ismert eukarióták közös őséhez közel helyezi, így jelentős az őseukarióta szerveződésének és kinézetének tisztázásában. A szerzők feltételezték, hogy a törzskénti besorolás e különleges helyen nem megfelelő, így magasabb rangú besorolást javasolnak.
Koncentrikus rostjai és alapi hengere vékonyak, centriólumai rövidek, ferdék, összetett átmeneti zónája közel kétszer olyan hosszú.

## Felfedezés
A faj példányait Yana Eglit, a Dalhousie-i Egyetem kutatója fedezte fel 2016-ban a Bluff Wilderness Trailnél a kanadai Új-Skócia területén, és jelenleg csak ott ismert, A Hemimastix amphikinetával szemben azonban már több kontinensen, például Ausztráliában, Dél- és Közép-Amerikában és az Antarktiszon, valamint a Gough-szigeten és Hawaii területén is megtalálták, melyek azonban többnyire a déli féltekén vannak. A H. kukwesjijk tenyészetben a talajlakó Spumella nemzetséggel, az Ochromonas plasztisz nélküli, baktériumokkal táplálkozó rokonával táplálható. Vele együtt egy Spironema nemzetségbe tartozó fajt is találtak felfedezése helyén.
A fajnév a mikmak nyelv kifejezéséből származik, amely területén a fajt felfedezték. Szájhagyományuk szerint a kukwes hajas, ogreszerű élőlény, a név az ostorok miatti hajas kinézetből és a kis méretből (a -jijk kicsinyítő képző) származik.

## Fordítás
Ez a szócikk részben vagy egészben  a   Hemimastix kukwesjijk című német Wikipédia-szócikk ezen változatának fordításán alapul.  Az eredeti cikk szerkesztőit annak laptörténete sorolja fel. Ez a jelzés csupán a megfogalmazás eredetét és a szerzői jogokat jelzi, nem szolgál a cikkben szereplő információk forrásmegjelöléseként.